# Sinea complexa
Sinea complexa är en insektsart som beskrevs av Andrew Nelson Caudell 1900. Sinea complexa ingår i släktet Sinea och familjen rovskinnbaggar. Inga underarter finns listade i Catalogue of Life.